# Episodi di Peter Strohm (quinta stagione)
La quinta stagione della serie televisiva Peter Strohm è stata trasmessa in anteprima in Germania da ARD tra il 2 gennaio 1996 e il 2 aprile 1996.
| nº | Titolo originale        | Titolo italiano | Prima TV Germania | Prima TV Italia |
| -- | ----------------------- | --------------- | ----------------- | --------------- |
| 1  | Blutsverwandte          |                 | 2 gennaio 1996    |                 |
| 2  | Einsteins Erbschaft     |                 | 16 gennaio 1996   |                 |
| 3  | Der Eierdieb            |                 | 23 gennaio 1996   |                 |
| 4  | Kafkas Mädchen          |                 | 30 gennaio 1996   |                 |
| 5  | Familienbande           |                 | 6 febbraio 1996   |                 |
| 6  | Solo für die Primadonna |                 | 13 febbraio 1996  |                 |
| 7  | Einwandfreie Expertisen |                 | 20 febbraio 1996  |                 |
| 8  | Gefährliche Hundertstel |                 | 27 febbraio 1996  |                 |
| 9  | Der Eisenmann           |                 | 5 marzo 1996      |                 |
| 10 | Kröte                   |                 | 12 marzo 1996     |                 |
| 11 | Privatsache             |                 | 2 aprile 1996     |                 |